# Wasyl Facijewycz
Wasyl Facijewycz (ur. 1847, zm. 21 lutego 1921 w Jabłonowie) – ksiądz greckokatolicki, mitrat,  w latach 1901-1904 administrator greckokatolickiej eparchii stanisławowskiej.
Administrator eparchii stanisławowskiej od 17 stycznia 1901 do 18 maja 1904. Poseł-wirylista do Sejmu Krajowego Galicji VII i VIII kadencji. W 1898 odznaczony Krzyżem  Kawalerskim Orderu Leopolda. W 1908 odznaczony Krzyżem Komandorskim Orderu Franciszka Józefa